# Karl Malden

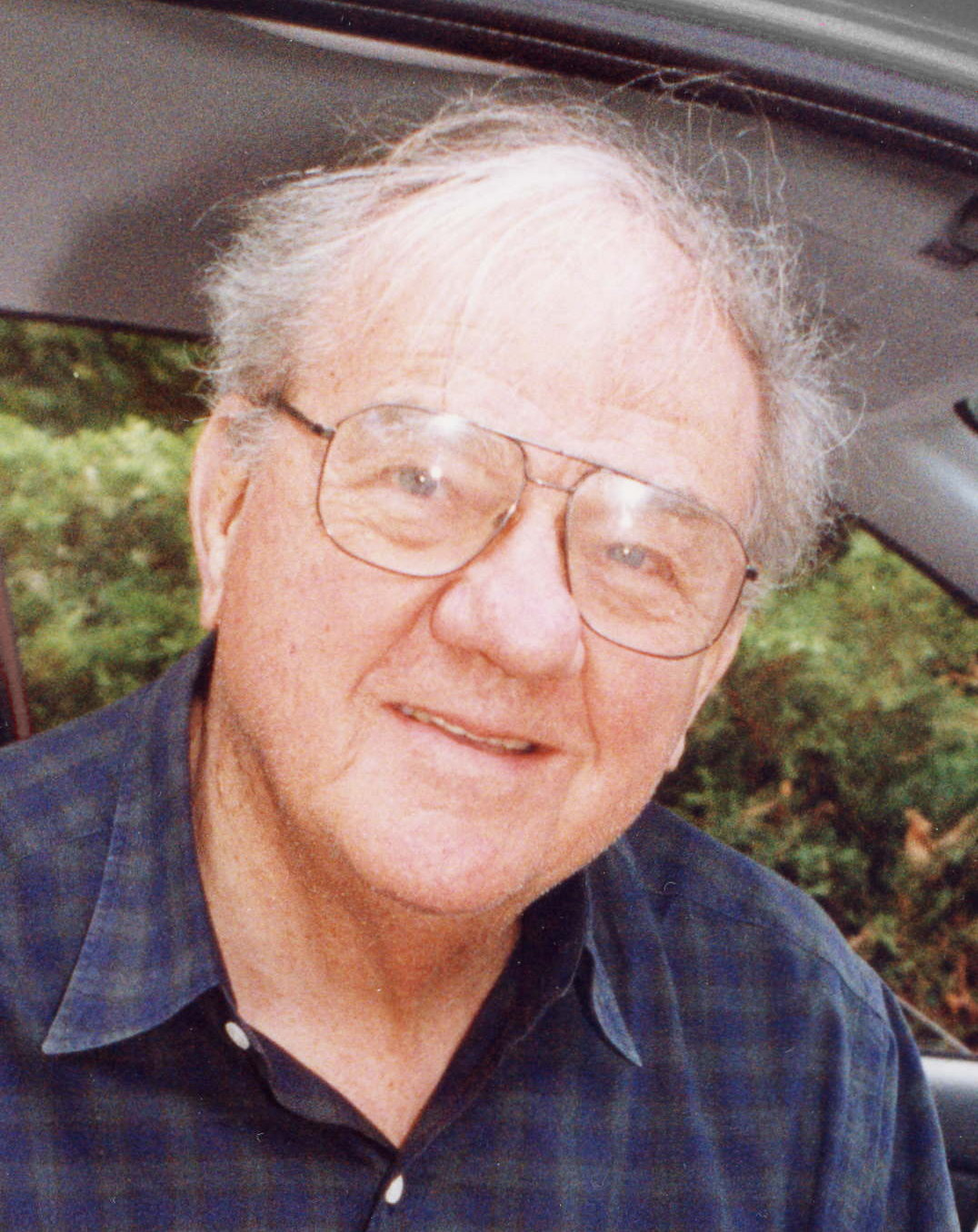
Karl Malden (1996)

Karl Malden (geboren als Mladen George Sekulovic; * 22. März 1912 in Chicago, Illinois; † 1. Juli 2009 in Los Angeles, Kalifornien) war ein US-amerikanischer Schauspieler. Er spielte in vielen Filmklassikern wichtige Nebenrollen und wurde für seinen Auftritt in Endstation Sehnsucht (1951) mit dem Oscar ausgezeichnet. In den 1970er-Jahren war er als Lieutenant Mike Stone Hauptdarsteller der erfolgreichen Fernsehserie Die Straßen von San Francisco.

## Leben und Werk
Karl Malden wurde als Sohn einer tschechischen Mutter und eines serbischen Vaters, Minnie und Petar Sekulovic, geboren und wuchs in Gary, Indiana, auf. Nach dem Besuch der Emerson High School in Gary und des Arkansas State Teachers College in Conway absolvierte er von 1933 bis 1936 eine Schauspielausbildung an der Goodman Theatre Dramatic School in Chicago. 1937 spielte er in Clifford Odets’ Golden Boy erstmals am Broadway. 1940 hatte er sein Filmdebüt in They Knew What They Wanted an der Seite von Charles Laughton. Im Zweiten Weltkrieg diente er bei den United States Army Air Forces und lernte dort seinen späteren Schauspielkollegen Brad Dexter kennen, mit dem ihn eine lebenslange Freundschaft verband. Nach dem Krieg setzte er seine umfangreiche Bühnenarbeit fort und trat nebenher in Filmen auf.
In seiner Filmkarriere, zumeist als Nebendarsteller, kam er auf fast 70 Spielfilme. Darunter waren eine ganze Reihe Klassiker des Hollywood-Kinos. Vor allem für Regisseur Elia Kazan, mit dem er in den 1940er Jahren bereits am Broadway erfolgreich gearbeitet hatte, war er einer der wichtigsten Charakterdarsteller. Neben Marlon Brando stand er bereits 1947 in Kazans Inszenierung von Endstation Sehnsucht als Harold Mitchell auf der Bühne und spielte diese Rolle auch in der Verfilmung von 1951, für die er einen Oscar als bester Nebendarsteller erhielt. 1954 wurde er für den Oscar als bester Nebendarsteller in dem mit acht Oscars ausgezeichneten Film Die Faust im Nacken nominiert.
Kazan gab ihm auch eine seiner wenigen Hauptrollen. 1956 stellte er in Kazans Skandalfilm Baby Doll – Begehre nicht des anderen Weib den skurrilen Ehemann einer Minderjährigen (Carroll Baker) dar. Außerdem spielte er in dem 1961 in Cinerama gedrehten Monumentalfilm Das war der Wilde Westen neben vielen anderen bekannten Künstlern eine der Hauptrollen. Seine Darstellung in Gypsy – Königin der Nacht wurde 1963 mit einer Golden-Globe-Nominierung als bester Hauptdarsteller in einer Komödie oder Musical honoriert.
In Deutschland wurde er vor allem durch seine Rolle als Detective Lt. Mike Stone in der Fernsehserie Die Straßen von San Francisco an der Seite von Michael Douglas bekannt, die er von 1972 bis 1977 in 120 Folgen spielte. Seit den 1970er Jahren trat er überwiegend in Fernsehfilmen auf. 1992 spielte er in dem Spielfilm Zurück auf die Straßen von San Francisco noch einmal Lt. Mike Stone. Seinen letzten Auftritt als Schauspieler hatte Malden im Jahr 2000 in der Serie The West Wing – Im Zentrum der Macht als Father Thomas Cavanaugh.
Von 1989 bis 1992 war Malden Präsident der Academy of Motion Picture Arts and Sciences, die den Oscar vergibt.
Karl Malden war seit dem 18. Dezember 1938 mit Mona Greenberg (1917–2019), mit der er zwei Töchter hatte, verheiratet. Die über 70 Jahre geführte Ehe galt als eine der längsten in Hollywood. Malden starb im Juli 2009 nach längerer Krankheit in Brentwood, einem Vorort von Los Angeles, im Alter von 97 Jahren. Sein Grab befindet sich auf dem Westwood Village Memorial Park Cemetery in Westwood, Los Angeles.

## Filmografie (Auswahl)
- 1940: They Knew What They Wanted
- 1944: Winged Victory
- 1946: 13 Rue Madeleine
- 1947: Bumerang (Boomerang!)
- 1947: Der Todeskuß (Kiss of Death)
- 1950: Faustrecht der Großstadt (Where the Sidewalk Ends)
- 1950: Der Scharfschütze (The Gunfighter)
- 1951: Okinawa (Halls of Montezuma)
- 1951: Endstation Sehnsucht (A Streetcar Named Desire)
- 1952: Wildes Blut (Ruby Gentry)
- 1952: Kurier nach Triest (Diplomatic Courier)
- 1952: Der tote Zeuge (Operation Secret)
- 1952: Verkauft und verraten (The Sellout)
- 1953: Ich beichte (I Confess)
- 1953: Sprung auf, marsch, marsch! (Take the High Ground!)
- 1954: Die Faust im Nacken (On the Waterfront)
- 1956: Baby Doll – Begehre nicht des anderen Weib (Baby Doll)
- 1957: Bomber B-52 (Bombers B-52)
- 1958: Der Galgenbaum (The Hanging Tree)
- 1960: Alle lieben Pollyanna (Pollyanna)
- 1961: Ein charmanter Hochstapler (The Great Impostor)
- 1961: Der Besessene (One-Eyed Jacks)
- 1961: Sein Name war Parrish (Parrish)
- 1962: Das war der Wilde Westen (How the West Was Won)
- 1962: Der Gefangene von Alcatraz (Birdman of Alcatraz)
- 1962: Gypsy – Königin der Nacht (Gypsy)
- 1962: Mein Bruder, ein Lump (All Fall Down)
- 1963: Flieg mit mir ins Glück (Come Fly with Me)
- 1964: Cheyenne (Cheyenne Autumn)
- 1964: Der schwarze Kreis (Dead Ringer)
- 1965: Cincinnati Kid (The Cincinnati Kid)
- 1966: Nevada Smith
- 1966: Die Mörder stehen Schlange (Murderers' Row)
- 1966: Das Hotel (Hotel)
- 1967: Bullwhip Griffin oder Goldrausch in Kalifornien (The Adventures of Bullwhip Griffin)
- 1967: Das Milliarden-Dollar-Gehirn (Billion Dollar Brain)
- 1968: Inferno am Fluß (Blue)
- 1968: Das Millionending (Hot Millions)
- 1970: Patton – Rebell in Uniform (Patton)
- 1971: Die neunschwänzige Katze (Il gatto a nove code)
- 1971: Missouri (Wild Rovers)
- 1972: Summertime-Killer (Un verano para matar)
- 1972–1977: Die Straßen von San Francisco (The Streets of San Francisco) (Fernsehserie, 120 Folgen)
- 1977: Captains Courageous (Fernsehfilm)
- 1979: Meteor
- 1979: Jagd auf die Poseidon (Beyond the Poseidon Adventure)
- 1981: Wunder auf dem Eis (Miracle on Ice)
- 1981: Der unbekannte Zeuge (Word of Honor)
- 1982: Tanz in der Dämmerung (Twilight Time)
- 1983: Zwei ausgekochte Gauner (The Sting II)
- 1984: Ich bin kein Mörder (Fatal Vision)
- 1985: Alice im Wunderland (Alice in Wonderland) (Fernsehfilm)
- 1986: Billy Galvin
- 1987: Nuts… Durchgedreht (Nuts)
- 1992: Zurück auf die Straßen von San Francisco (Back to the Streets of San Francisco) (Fernsehfilm)
- 1993: They’ve Taken our Children (The Chowchilla Kidnapping)
- 2000: The West Wing – Im Zentrum der Macht (The West Wing, Fernsehserie, Folge: Take this Sabbath Day)

## Wichtige Theaterarbeiten
- 1939: Key Largo von Maxwell Anderson (Rolle: Hunk) – mit Paul Muni, José Ferrer, Uta Hagen
- 1947: Alle meine Söhne von Arthur Miller (Rolle: George Deever) – Regie: Elia Kazan
- 1947: Endstation Sehnsucht von Tennessee Williams (Rolle: Mitch) – Regie: Elia Kazan – mit Marlon Brando, Jessica Tandy, Kim Hunter
- 1951: Peer Gynt von Henrik Ibsen – Regie: Lee Strasberg
- 1952: Sehnsucht unter Ulmen von Eugene O’Neill (Rolle: Ephraim Cabot)
- 1955: The Desperate Hours von Joseph Hayes (Rolle: Dan Hillard) – Regie: Robert Montgomery – mit Paul Newman

## Auszeichnungen
- Oscars
  - 1952: Oscar in der Kategorie Bester männlicher Nebendarsteller für Endstation Sehnsucht
  - 1955: Nominierung in der Kategorie Bester männlicher Nebendarsteller für Die Faust im Nacken
- Golden Globes
  - 1957: Nominierung als Bester Hauptdarsteller in einem Drama für Baby Doll – Begehre nicht des anderen Weib
  - 1963: Nominierung als Bester Hauptdarsteller in einer Komödie oder Musical für Gypsy – Königin der Nacht
  - 1976: Nominierung als Bester Hauptdarsteller in einem TV-Drama für Die Straßen von San Francisco
- Malden erhielt eine Nominierung für den British Film Academy Award, einen Emmy und vier weitere Nominierungen, drei Mal den Laurel Award, den Mary Pickford Award des Satellite Awards und 1979 den Bambi
- 2004 erhielt er den Screen Actors Guild Life Achievement Award für sein Lebenswerk und seine Verdienste um die Schauspielerei. Die Auszeichnung wurde ihm von seinem Freund Michael Douglas überreicht.
- Ein Stern auf dem Hollywood Walk of Fame ist ihm zu Ehren bei der Adresse 6231 Hollywood Blvd eingelassen.